# Maricopa (Arizona)
Maricopa ist eine City im Pinal County des US-Bundesstaates Arizona. Das U.S. Census Bureau hat bei der Volkszählung 2020 eine Einwohnerzahl von 58.125 ermittelt.
Die Stadt liegt etwa 50 km südlich von Phoenix und ist Teil des zugehörigen Metropolgebietes.

## Geographie
Maricopas geographische Koordinaten lauten 33° 3′ N, 112° 3′ W (33,056702, −112,046656). Das Stadtgebiet ist sehr unregelmäßig geformt.
Nach den Angaben des United States Census Bureau hat die City eine Gesamtfläche von 83 km2, alles Land, wobei die Landschaft weitgehend flach ist, und die nächstgelegenen Berge sind etwa 15–30 km entfernt.
| Goodyear             | Gila River Indian Community | Gila River Indian Community |
| Ak-Chin Village      | Kompass                     | Gila River Indian Community |
| Palo Verde Mountains | Stanfield                   | Casa Grande                 |

## Geschichte
Ursprünglich trug der Ort den Namen Maricopa Junction, weil hier die Strecke nach Phoenix abzweigte. Nachdem 1887 der nahegelegene Ort Maricopa Station seinen Namen in Heaton änderte, ließ man den Zusatz ‚Junction‘ fallen.
Maricopa wurde erst am 15. Oktober 2003 inkorporiert und so die 88. City in Arizona. Zwischen 2000, als Maricopa vom United States Census Bureau als Census-designated place eingestuft war und 2010 stieg die Bevölkerungszahl Maricopas von 1.040 auf 43.482 Einwohner.

## Demographie
Zum Zeitpunkt des United States Census 2000 bewohnten Maricopa 1040 Personen. Die Bevölkerungsdichte betrug 99,4 Personen pro km². Es gab 329 Wohneinheiten, durchschnittlich 31,4 pro km². Die Bevölkerung in Maricopa bestand zu 46,35 % aus Weißen, 3,08 % Schwarzen oder African American, 6,63 % Native American, 0 % Asian, 0 % Pacific Islander, 40,00 % gaben an, anderen Rassen anzugehören und 3,94 % nannten zwei oder mehr Rassen. 70,38 % der Bevölkerung erklärten, Hispanos oder Latinos jeglicher Rasse zu sein.
Die Bewohner Maricopas verteilten sich auf 292 Haushalte, von denen in 46,6 % Kinder unter 18 Jahren lebten. 53,1 % der Haushalte stellten Verheiratete, 14,7 % hatten einen weiblichen Haushaltsvorstand ohne Ehemann und 22,3 % bildeten keine Familien. 13,7 % der Haushalte bestanden aus Einzelpersonen und in 3,1 % aller Haushalte lebte jemand im Alter von 65 Jahren oder mehr alleine. Die durchschnittliche Haushaltsgröße betrug 3,56 und die durchschnittliche Familiengröße 3,85 Personen.
Die Bevölkerung verteilte sich auf 34,3 % Minderjährige, 12,1 % 18–24-Jährige, 30,3 % 25–44-Jährige, 16,3 % 45–64-Jährige und 7,0 % im Alter von 65 Jahren oder mehr. Der Median des Alters betrug 26 Jahre. Auf jeweils 100 Frauen entfielen 122,7 Männer. Bei den über 18-Jährigen entfielen auf 100 Frauen 125,4 Männer.
Das mittlere Haushaltseinkommen in Maricopa betrug 30.625 US-Dollar und das mittlere Familieneinkommen erreichte die Höhe von 32.222 US-Dollar. Das Durchschnittseinkommen der Männer betrug 26.339 US-Dollar, gegenüber 16.750 US-Dollar bei den Frauen. Das Pro-Kopf-Einkommen belief sich auf 9175 US-Dollar. 23,4 % der Bevölkerung und 19,1 % der Familien hatten ein Einkommen unterhalb der Armutsgrenze, davon waren 31,0 % der Minderjährigen und 0 % der Altersgruppe 65 Jahre und mehr betroffen.
Zum Zeitpunkt des United States Census 2010, der ersten Volkszählung nach der Erhebung zur City und dem starken Bevölkerungswachstum, bewohnten Maricopa 43.482 Personen. Die Bevölkerungsdichte betrug 526,4 Personen pro km². Es gab 17.240 Wohneinheiten, durchschnittlich 208,7 pro km². Die Bevölkerung in Maricopa bestand zu 70,2 % aus Weißen, 9,7 % Schwarzen oder African American, 2,0 % Native American, 4,1 % Asian, 0,3 % Pacific Islander, 8,5 % gaben an, anderen Rassen anzugehören und 5,3 % nannten zwei oder mehr Rassen. 24,4 % der Bevölkerung erklärten, Hispanos oder Latinos jeglicher Rasse zu sein.
Die Bewohner Maricopas verteilten sich 2010 auf 14.359 Haushalte, von denen in 47,1 % Kinder unter 18 Jahren lebten. 37,5 % der Haushalte stellten Verheiratete, 10,9 % hatten einen weiblichen Haushaltsvorstand ohne Ehemann und 22,6 % bildeten keine Familien. 15,6 % der Haushalte bestanden aus Einzelpersonen und in 2,5 % aller Haushalte lebte jemand im Alter von 65 Jahren oder mehr alleine. Die durchschnittliche Haushaltsgröße betrug 3,03 und die durchschnittliche Familiengröße 3,38 Personen.
Die Bevölkerung verteilte sich auf 32,5 % Minderjährige, 6,2 % 18–24-Jährige, 35,0 % 25–44-Jährige, 19,8 % 45–64-Jährige und 6,5 % im Alter von 65 Jahren oder mehr. Der Median des Alters betrug 31,2 Jahre. Auf jeweils 100 Frauen entfielen 98,5 Männer. Bei den über 18-Jährigen entfielen auf 100 Frauen 94,8 Männer.
Das mittlere Haushaltseinkommen in Maricopa betrug 2009 nach der Schätzung des Census Bureaus 67.692 US-Dollar und das mittlere Familieneinkommen erreichte die Höhe von 69.818 US-Dollar. Das Pro-Kopf-Einkommen belief sich auf 27.618 US-Dollar. 3,7 % der Bevölkerung und 5,2 % der Familien hatten ein Einkommen unterhalb der Armutsgrenze.

## Verkehr
Durch Maricopa führen Arizona State Route 238 und Arizona State Route 347. Die Stadt liegt etwa 15 Meilen nördlich der Interstate 8 und ebenso viele Meilen westlich der Interstate 10.

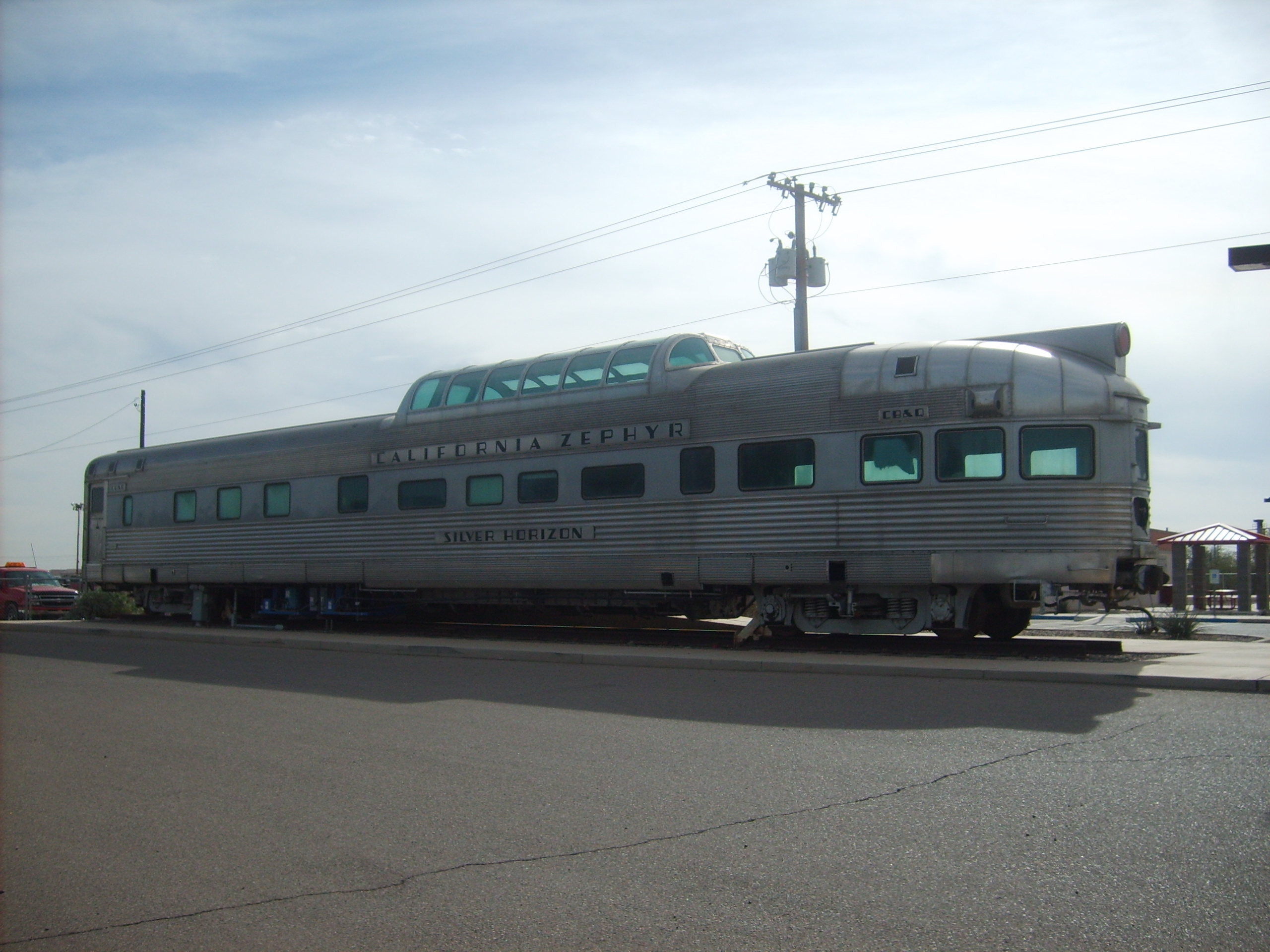
California Zephyr Waggon in Maricopa, AZ (2007)

Maricopas Bahnstation wird dreimal wöchentlich bedient durch Amtraks Zugpaare Sunset Limited bzw. Texas Eagle. Der Personenverkehr von Amtrak mit der Hauptstadt von Arizona, Phoenix wurde 1996 eingestellt und hierher verlagert.

## Persönlichkeiten
- Bill Starr (* 1933), Autor